# Violent Work Of Art
Violent Work of Art är ett svenskt metal-band, aktivt sedan 1994.

## Diskografi
- 1996 – Breeding Dance
- 2005 – The Worst Is Yet To Come
- 2007 – Automated Species